# Округ Гранвил (Северна Каролина)
Гранвил (енгл. Granville County) је округ у америчкој савезној држави Северна Каролина.

## Демографија
По попису из 2010. године број становника је 59.916, што је 11.418 (23,5%) становника више него 2000. године.
| Група             | 2000.          | 2010.          |
| Белци             | 28.777 (59,3%) | 34.550 (57,7%) |
| Афроамериканци    | 16.943 (34,9%) | 19.652 (32,8%) |
| Азијати           | 176 (0,4%)     | 326 (0,5%)     |
| Хиспаноамериканци | 1.951 (4,0%)   | 4.482 (7,5%)   |
| Укупно            | 48.498         | 59.916         |